# Курлык
Курлык (каз. Құрлық, до 2000 г. — 40 лет Октября) — аул в Сайрамском районе Туркестанской области Казахстана. Входит в состав Кайнарбулакского сельского округа. Код КАТО — 515249600.

## Население
В 1999 году население аула составляло 812 человек (409 мужчин и 403 женщины). По данным переписи 2009 года, в ауле проживал 881 человек (447 мужчин и 434 женщины).